# Betzdorf (Lucembursko)
Betzford (německá výslovnost: [ˈbɛtsdɔʁf]; lucembursky: Betzder [ˈbætsdɐ]) je obec a město v kantonu Grevenmacher ve východním Lucembursku.
K roku 2024 mělo město Betzdorf, které se nachází na severovýchodě obce, 288 obyvatel. Mezi další osady v rámci obce patří obecní správní centrum Berg a také Mensdorf, Olingen a Roodt-sur-Syre.
Hrad Betzdorf je rodištěm velkovévody Jindřicha a v současnosti sídlem společnosti SES, největšího satelitního operátora z hlediska příjmů a jedné ze čtyř největších složek hlavního indexu LuxX lucemburské burzy.

## Významní lidé
- Bernard Molitor (1755–1833), lucemburský truhlář

### Aristokracie
- Arcivévodkyně Marie Astrid Rakouská (* 1954), nejstarší dítě svého otce

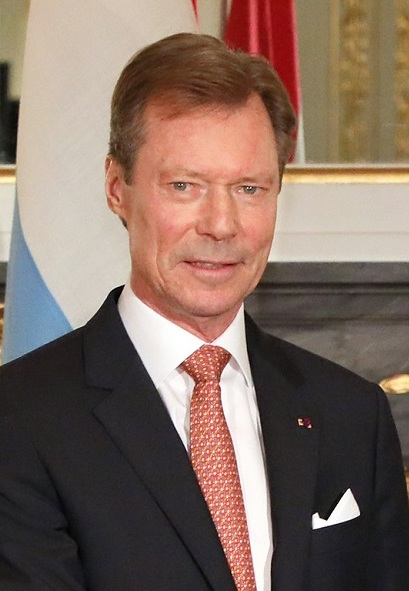
Velkovévoda Jindřich Lucemburský, 2019

- Velkovévoda Jindřich Lucemburský, 2019Velkovévoda Jindřich Lucemburský (* 1955), velkovévoda lucemburský
- Princezna Margaretha Lichtenštejnská (* 1957), princezna dvou současných říší

## Seznam starostů
| Jméno                   | Od   | Do   |
| ----------------------- | ---- | ---- |
| Jean Engel              | 1800 | 1807 |
| Jean Baptiste Weidert   | 1808 | 1816 |
| Peter Erpelding         | 1816 | 1823 |
| Hubert Petry            | 1823 | 1843 |
| François Hoffmann Snr.  | 1844 | 1854 |
| Nicolas Erpelding       | 1855 | 1870 |
| Christophe Weber        | 1871 | 1888 |
| Nikolas Metzdorf        | 1889 | 1901 |
| François Hoffmann Jnr.  | 1902 | 1908 |
| Johann-Peter Heinen     | 1909 | 1930 |
| Jean Barthel            | 1930 | 1947 |
| Maurice Meyer           | 1947 | 1954 |
| Jean-Pierre Mangen      | 1954 | 1963 |
| Jean-Pierre Dondelinger | 1964 | 1975 |
| Guy Engel               | 1976 | 1981 |
| René Muller             | 1982 | 1987 |
| Rhett Sinner            | 1988 | 1999 |
| Marie-Josée Franková    | 2000 | 2011 |
| Rhett Sinner            | 2011 | 2014 |
| Edgar Arendt            | 2014 | 2017 |
| Jean-François Wirtz     | 2017 | 2023 |